# Mimocrypta
Mimocrypta là một chi bướm đêm thuộc họ Sesiidae.

## Các loài
- Mimocrypta hampsoni (Butler, 1902)